# استخوان‌بندی بیرونی

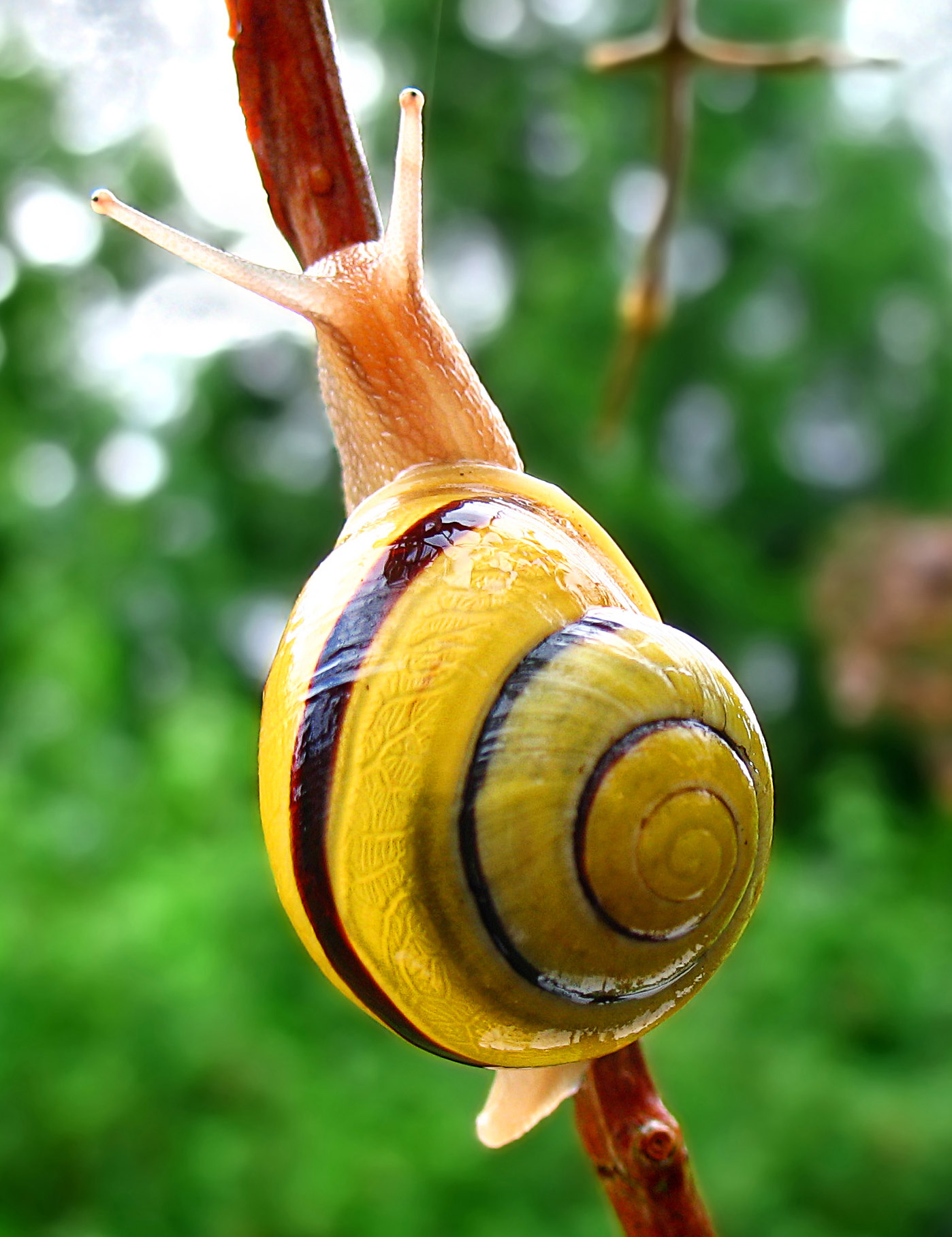

استخوان‌بندی بیرونی (به انگلیسی: Exoskeleton) بسیاری از جانداران به جای اسکلت محوری داخلی، دارای استخوان‌بندی محافظتی بیرونی هستند. این اسکلت بیرونی بدن جانور را از صدمات محیطی محافظت می‌نماید. حشرات، میگوها و حلزون وخرچنگ و بسیاری از موجودات دیگر دارای این نوع استخوان‌بندی می‌باشند.

## انواع
اسکلت بیرونی در بسیاری از رده‌های جانوری مانند بندپایان، نرم‌تنان، سخت‌پوستان، عنکبوتیان و گونه‌های دیگر دیده می‌شود. جنس استخوان‌بندی بعضی از آنان از غضروف تشکیل شده است.

## تاریخچه
فسیل‌های یافته شده نشان دهنده وجود جانوران با اسکلت بیرونی در دوره کامبرین (حدود ۵۵۰ میلیون سال پیش) و بعضی از پوست‌اندازان در دوره پرکامبرین می‌باشد.